# Queen's Club Championships 1998
I Queen's Club Championships 1998 (conosciuti pure come Stella Artois Championships per motivi di sponsorizzazione) sono stati un torneo di tennis giocato sull'erba. È stata la 105ª edizione dei Queen's Club Championships e faceva parte della categoria International Series nell'ambito dell'ATP Tour 1998. Si è giocato al Queen's Club di Londra in Inghilterra, dall'8 al 15 giugno 1998.

## Campioni

### Singolare
Scott Draper ha battuto in finale  Laurence Tieleman con il punteggio di 7–6(5), 6–4.

### Doppio
Todd Woodbridge /  Mark Woodforde vs.  Jonas Björkman /  Patrick Rafter